# Tubuli
Tubuli eller tubulussystemet är ett rörsystem i njurarna. På utsidan av tubuli finns tättsittande cellager,och längst ut på varje rör sitter Bowmans kapsel. Primärurinen går genom tubuli i delen som kallas proximal tubuli, innan urinen övergår i Henles slynga som består av rör; denna är en struktur i njurarnas nefron där vatten reabsorberas ur primärurinen. Därmed koncentreras urinens innehåll av främst urea men även andra slaggprodukter såsom bilirubin vilket ger urinen dess gulaktiga färg.
Efter Henles slynga färdas primärurinen till distala tubuli varefter tubuli mynnar ut i ett rör som samlar upp urinen.
Tubuli är också en del av sekretionen, vilket betyder att den kan sänka koncentrationen av ett ämne i kroppen eller göra sig av med främmande ämnen. Urinen som går via tubuli förs antingen ut med urinen eller återupptas.

### Webbkällor
- ”Njurkanaler”. Svensk MeSH. Karolinska Institutet. https://mesh.kib.ki.se/term/D007684/kidney-tubules. Läst 30 september 2020.